# The Circle (album de Bon Jovi)
Pour les articles homonymes, voir The Circle.
Albums de Bon Jovi
Lost Highway
(2007) Greatest Hits
(2010)
Singles
1. We Weren't Born to Follow
Sortie : 31 août 2009
2. Superman Tonight
Sortie : 25 janvier 2010
3. When We Were Beautiful
Sortie : 20 mai 2010
4. Work for the Working Man
Sortie : 2010

The Circle est un le 11e album studio de Bon Jovi, sorti en 2009.

## Liste des titres
| No  | Titre                     | Auteur                                        | Durée |
| --- | ------------------------- | --------------------------------------------- | ----- |
| 1.  | We Weren't Born to Follow | Jon Bon Jovi, Richie Sambora                  | 4:03  |
| 2.  | When We Were Beautiful    | Bon Jovi, Sambora, Billy Falcon               | 5:18  |
| 3.  | Work for the Working Man  | Bon Jovi, Sambora, Darrell Brown              | 4:04  |
| 4.  | Superman Tonight          | Bon Jovi, Sambora, Falcon                     | 5:12  |
| 5.  | Bullet                    | Bon Jovi, Sambora                             | 3:50  |
| 6.  | Thorn in My Side          | Bon Jovi, Sambora                             | 4:07  |
| 7.  | Live Before You Die       |                                               | 4:17  |
| 8.  | Broken Promiseland        | Bon Jovi, Sambora, Desmond Child, John Shanks | 4:57  |
| 9.  | Love's the Only Rule      | Bon Jovi, Sambora, Falcon                     | 4:38  |
| 10. | Fast Cars                 | Bon Jovi, Sambora, Child                      | 3:16  |
| 11. | Happy Now                 | Bon Jovi, Sambora, Child                      | 4:21  |
| 12. | Learn to Love             | Bon Jovi, Sambora, Child                      | 4:39  |

## Composition du groupe pour l'enregistrement
- Jon Bon Jovi - chant, guitare acoustique
- Richie Sambora - guitares, chœurs
- Tico Torres - batterie, percussion
- David Bryan Rashbaum - claviers, piano, chœurs
- Hugh McDonald - basse, chœurs.

## Autour de l'album
- Le premier single, We Weren't Born To Follow, a été divulgué en amont de la sortie de l'album. De nombreux fans, mécontents du solo de Richie Sambora, ont contraint celui-ci à enregistrer un nouveau solo de guitare moins de deux mois avant la mise en vente de l'album.
- C'est le premier album du groupe où ne figure aucune composition uniquement signée Jon Bon Jovi. Tous les titres contiennent soit la contribution de Richie Sambora, soit celle de Desmond Child ou encore Billy Falcon.
- Selon l'ingénieur du son Obie O'Brien, seize chansons ont été totalement enregistrées et mixées pour l'album, qui n'en contient que douze. Un titre inédit a été partiellement diffusé lors d'une exhibition sportive aux États-Unis : This Is Our House.
- C'est une amie de Jon Bon Jovi qui a trouvé le nom de l'album. Les titres de travail pour le disque furent When We Were Beautiful (abandonné car la biographie du groupe porte également ce nom) puis Shine. Selon le chanteur : "Pour certains, nous avons bouclé la boucle. Pour d'autres, c'est quelque chose qui ne cesse[1].
- Il n'était pas prévu que ce disque existe. L'ambition du duo Bongiovi / Sambora était d'écrire quelques chansons pour un best of afin d'offrir des inédits, mais devant la qualité des nouvelles compositions, le tandem a décidé de ne pas s'arrêter en si bon chemin et a donc écrit un disque entier.
- Selon Richie Sambora, l'album marque un retour vers le "rock n' roll". Il ajoute également : "Il va y avoir de gros refrains. Ca sonne comme Bon Jovi tout en étant frais. Nous avons expérimenté avec beaucoup de nouveaux sons et avons passé un excellent moment à travailler avec John Shanks qui est également un excellent guitariste. Il y a beaucoup de bon sons de guitare et de nouvelles atmosphères sur le nouvel album de Bon Jovi, et je pense que ça le rend moderne[2].
- Le titre This Is Our House, inédit de l'album diffusé en introduction à chaque début de concert de la tournée, est devenu disponible sur Internet le 24 juin 2010, dans une version edit.
- L'album est rentré numéro un au classement des meilleures ventes aux États-Unis la semaine de sa sortie avec 163 000 copies vendues. C'est le quatrième album du groupe à être classé à cette position après Slippery When Wet, New Jersey et Lost Highway. La semaine suivante, il a chuté à la 19e position. Bon Jovi est le troisième groupe a chuter aussi lourdement de la pole position des charts US. Les ventes sont restées en deçà des chiffres du groupe, l'album pointant à une pauvre 155e place du Billboard en 21e semaine de mise en vente (certification : disque d'or).
- When We Were Beautiful est le troisième single extrait et a bénéficié d'un clip, mais sans aucun support cd. The Circle est l'album studio de Bon Jovi qui a bénéficié du moins de singles exploités commercialement, hormis la compilation This Left Feels Right : Greatest Hits... With A Twist.

## Sortie
- Japon 4 novembre 2009.
- Australie 6 novembre 2009.
- Europe 6 novembre 2009.
- Royaume-Uni 9 novembre 2009.
- États-Unis 10 novembre 2009.

## Certifications
| Pays                  | Certification | Unités certifiées |
| --------------------- | ------------- | ----------------- |
| Allemagne (BVMI)      | Or            | 100 000           |
| Australie (ARIA)      | Or            | 35 000            |
| Canada (Music Canada) | Platine       | 80 000            |
| États-Unis (RIAA)     | Or            | 500 000           |
| Royaume-Uni (BPI)     | Or            | 100 000           |
| Suisse (IFPI)         | Or            | 15 000            |